# Licurg

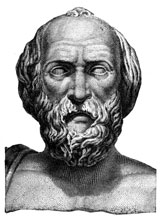
Licurg

Licurg este un legislator legendar din Sparta. Semnificația numelui său este „cel care alungă lupii”. Se presupune că Licurg ar fi trăit în secolele IX-lea - VIII-lea î.Hr. Principala sursă istorică despre Licurg este Plutarh, 'Viețile paralele ale oamenilor iluștri', scrisă sub formă de biografii paralele. În această sursă, biografia lui Licurg este comparată cu cea a romanului Numa Pompilius.
1. ↑  Lathria 1 (Pauly-Wissowa)[*] Verificați valoarea |titlelink= (ajutor);
2. ↑  3.16.6, Description of Greece[*]